# واشینگن
واشینگن (به آلمانی: Wechingen) یک شهر در آلمان است که در دناو-ریس واقع شده‌است.